# McAuley Schenker Group

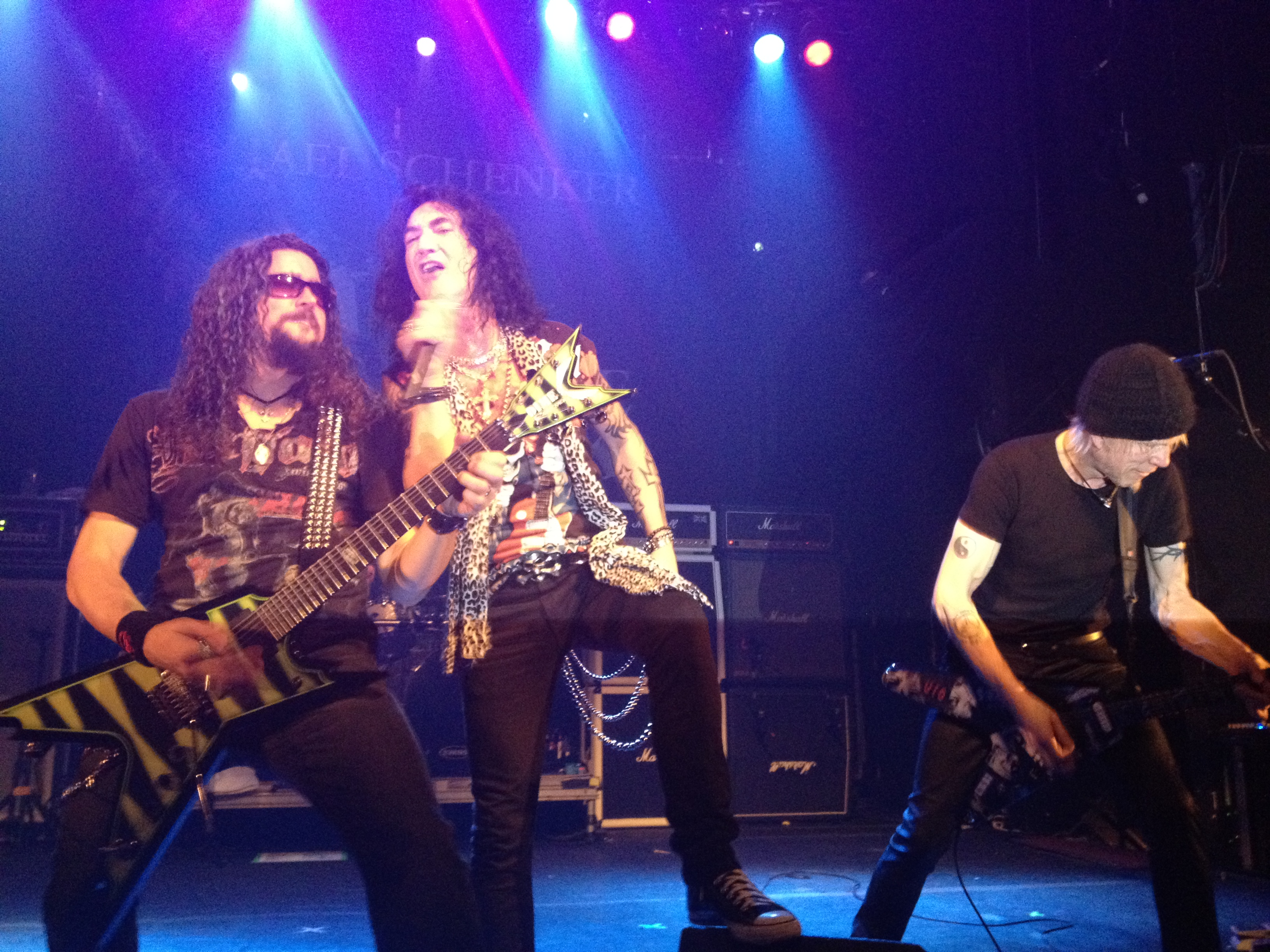
Michael Schenker Group bei einem Live-Auftritt im Gramercy Theater in NYC am 9. März 2012

Die McAuley Schenker Group (kurz MSG) war eine Hard-Rock-Band, die von 1986 bis 1993 existierte. Ihre Gründer und Hauptmitglieder waren der weltweit erfolgreiche deutsche Gitarrist Michael Schenker sowie der irische Sänger Robin McAuley.

## Werdegang
Nachdem er seine eigene Band Michael Schenker Group 1985 aus privaten und gesundheitlichen Gründen auf Eis legte, suchte der ehemalige Scorpions- und UFO-Gitarrist Michael Schenker für sein nächstes Projekt einen gleichwertigen Partner. Mit der Hilfe von Klaus Meine und Rudolf Schenker fand er ihn in dem ehemaligen Sänger der irischen Band Grand Prix, Robin McAuley, der zu dieser Zeit mit der vom deutschen Produzenten Frank Farian ins Leben gerufenen Rockformation Far Corporation und der Coverversion des Led-Zeppelin-Stückes Stairway to Heaven in England und Deutschland einen Top-10-Hit hatte. Um das in der Musikszene inzwischen bekannte Kürzel MSG seiner alten Band beibehalten zu können, bot Schenker McAuley an, den ersten Teil des Bandnamens mit seinem Nachnamen zu besetzen. McAuley stimmte nach einigem Überlegen zu.
Im weiteren Verlauf des Jahres stellten McAuley und Schenker mit dem Gitarristen Mitch Perry, dem Bassisten Rocky Newton und dem Schlagzeuger Bodo Schopf eine Band zusammen, die 1986 auf der deutschen Version des Monsters-of-Rock-Festivals ihr Live-Debüt gab und anschließend mit Hilfe von Steve Mann am Keyboard das Album Perfect Timing aufnahm, welches 1987 erschien. Darauf folgte eine Japantour als Vorgruppe von Whitesnake.
Im Anschluss an eine Tournee als Vorgruppe von Def Leppard im Jahr 1988 wurde Mitch Perry dann durch den Rhythmus-Gitarristen und Keyboarder Steve Mann als Gruppenmitglied ersetzt. Die Band kehrte ins Studio zurück und nahm ihr zweites Album Save Yourself auf, das 1989 veröffentlicht wurde. Nachdem Perfect Timing durch die zunächst ausgebliebene Live-Unterstützung kommerziell wenig Erfolg beschert war, schaffte es die McAuley Schenker Group doch noch, unter anderem durch den Erfolg der Single-Auskoppelung Anytime in den US-Charts, mit diesem Werk eine größere Käuferzahl anzusprechen. Trotzdem gab es innerhalb der Band die ersten Risse, als im Verlauf des Jahres 1990 zuerst Schopf und später auch Mann und Newton die Band wegen Streitigkeiten mit dem Management verließen. Als Ersatz engagierten McAuley und Schenker den Bassisten Jeff Pilson (Dokken und Dio) und Schlagzeuger James Kottak (Michael Lee Firkins, Kingdom Come, Warrant, Scorpions). Für die Keyboardparts des nächsten Albums wurde Jesse Harms als Studiomusiker verpflichtet.
Obwohl das dritte Album MSG bereits im Sommer 1991 fertig war, weigerte sich die amerikanische Plattenfirma die Platte zu veröffentlichen, um zunächst die Entwicklungen am gerade sehr stark in Bewegung stehenden Rockmarkt abzuwarten. McAuley und Schenker gingen daraufhin gemeinsam mit dem Shark-Island-Gitarristen Spencer Sercombe auf eine Promotionstournee, in deren Verlauf alte und neue Stücke in rein akustischer Version vorgetragen wurden. Die Resonanz war so gut, dass sogar eine Akustik-EP mit dem Titel Nightmare The Acoustic M.S.G. veröffentlicht wurde, welche die Single Nightmare sowie einige neue und alte Titel im Akustikgewand beinhaltete.
Im Frühjahr 1992 wurde MSG schließlich doch noch veröffentlicht. Zermürbt von den ständigen Managementreibereien hatten sich McAuley und Schenker jedoch inzwischen auseinandergelebt. Um vertragliche Verpflichtungen zu erfüllen, veröffentlichten sie 1993 im Anschluss an ihre letzte Tournee das Album Unplugged live, einen Mitschnitt des Auftritts in Anaheim, Kalifornien im Rahmen der Akustiktournee 1991. Danach löste sich die Band auf.
Michael Schenker kehrte kurzzeitig zu UFO zurück, konzentrierte sich seit 1995 aber wieder vorrangig auf die neu formierte Michael Schenker Group. Robin McAuley begann eine Solokarriere und steuerte zudem als Gastsänger Songs zu verschiedenen Samplern bei. Auf dem 2006 veröffentlichten Album Tales of Rock ’N’ Roll - Twenty-Five Years Celebration der Michael Schenker Group sang und textete er das Lied Tell A Story. Von 2006 bis 2011 war McAuley Sänger der amerikanischen Rockband Survivor. Auch 2011 wirkte McAuley auf Michael Schenkers Album Temple of Rock als Gast mit, Text und Gesang des Liedes Lover’s Sinfony stammen von ihm. Während dieser „Temple Of Rock“-Tournee im Jahre 2012 trat McAuley bei 26 Konzerten wieder zusammen mit Schenker auf. Dann wurde Robin McAuley von 2016 bis 2019 erneut festes Mitglied des neuen Projektes von Michael Schenker, der Michael Schenker Fest-Band. Mit dieser Truppe nahmen sie eine Live-CD und zwei Studio-Alben auf. Ferner ist er 2021 auf Schenkers MSG-Album Immortal nochmals als Gast im Lied In Search of the Peace of Mind zu hören.

## Diskografie

### Studioalben
| Jahr | Titel          | Höchstplatzierung, Gesamtwochen, AuszeichnungChartplatzierungen (Jahr, Titel, Platzierungen, Wochen, Auszeichnungen, Anmerkungen) | Höchstplatzierung, Gesamtwochen, AuszeichnungChartplatzierungen (Jahr, Titel, Platzierungen, Wochen, Auszeichnungen, Anmerkungen) | Höchstplatzierung, Gesamtwochen, AuszeichnungChartplatzierungen (Jahr, Titel, Platzierungen, Wochen, Auszeichnungen, Anmerkungen) | Höchstplatzierung, Gesamtwochen, AuszeichnungChartplatzierungen (Jahr, Titel, Platzierungen, Wochen, Auszeichnungen, Anmerkungen) | Höchstplatzierung, Gesamtwochen, AuszeichnungChartplatzierungen (Jahr, Titel, Platzierungen, Wochen, Auszeichnungen, Anmerkungen) | Anmerkungen                         |
| Jahr | Titel          | DE | AT | CH | UK | US | Anmerkungen                         |
| ---- | -------------- | --- | --- | --- | --- | --- | ----------------------------------- |
| 1987 | Perfect Timing | DE37 (6 Wo.)DE | — | — | UK65 (2 Wo.)UK | — | Erstveröffentlichung: Oktober 1987  |
| 1989 | Save Yourself  | DE47 (8 Wo.)DE | — | — | — | US92 (14 Wo.)US | Erstveröffentlichung: Oktober 1989  |
| 1992 | M.S.G.         | DE21 (12 Wo.)DE | — | CH36 (2 Wo.)CH | — | — | Erstveröffentlichung: Frühjahr 1992 |

Weitere Veröffentlichungen
- 1992: Nightmare The Acoustic M.S.G.
- 1992: Unplugged Live

### Singles (Charterfolge)
| Jahr | Titel Album                    | Höchstplatzierung, Gesamtwochen, AuszeichnungChartplatzierungen (Jahr, Titel, Album, Platzierungen, Wochen, Auszeichnungen, Anmerkungen) | Höchstplatzierung, Gesamtwochen, AuszeichnungChartplatzierungen (Jahr, Titel, Album, Platzierungen, Wochen, Auszeichnungen, Anmerkungen) | Höchstplatzierung, Gesamtwochen, AuszeichnungChartplatzierungen (Jahr, Titel, Album, Platzierungen, Wochen, Auszeichnungen, Anmerkungen) | Höchstplatzierung, Gesamtwochen, AuszeichnungChartplatzierungen (Jahr, Titel, Album, Platzierungen, Wochen, Auszeichnungen, Anmerkungen) | Höchstplatzierung, Gesamtwochen, AuszeichnungChartplatzierungen (Jahr, Titel, Album, Platzierungen, Wochen, Auszeichnungen, Anmerkungen) | Anmerkungen                        |
| Jahr | Titel Album                    | DE | AT | CH | UK | US | Anmerkungen                        |
| ---- | ------------------------------ | --- | --- | --- | --- | --- | ---------------------------------- |
| 1987 | Gimme Your Love Perfect Timing | — | — | — | UK89 (1 Wo.)UK | — | Erstveröffentlichung: Oktober 1987 |
| 1990 | Anytime Save Yourself          | — | — | — | UK84 (2 Wo.)UK | US69 (10 Wo.)US | Erstveröffentlichung: Februar 1990 |